# Даніель Фрідман
Даніель Фрідман (латис. Daniels Frīdmans; 15 лютого 1976, Рига) — латвійський шахіст, представник Німеччини від 2007, гросмейстер від 2001 року.

## Шахова кар'єра
Першого міжнародного успіху досягнув 1992 року, здобувши бронзову медаль (позаду Петра Свідлера i Ронена Хар-Цві) на чемпіонаті світу серед юнаків до 16 років, який відбувся в Дуйсбургу. Через рік у Братиславі поділив 4-те місце (разом з Хуго Спангенбергом i Роландом Берзіньшем) на чемпіонаті світу до 18 років, крім того 1996 року повторив цей успіх у Медельїні (разом із, зокрема, Лівіу-Дітером Нісіпяну i Георгієм Качеїшвілі) в категорії до 20 років. Того самого року здобув звання чемпіона Латвії в особистому заліку, а також вперше потрапив до складу національної збірної на шаховій олімпіаді. 1997 року поділив 2-ге місце (після Сергія Мовсесяна, разом з Василем Ємеліним i Віктором Корчним) на турнірі Wichern Open у Гамбургу. 1998 року переміг (разом з Франком Хольцке) в Зендені. 1999 року виступив на чемпіонату світу ФІДЕ, який проходив за нокаут-системою, де в 1-му колі здолав Утута Адіанто, але в 2-му поступився Найджелові Шорту. Переміг або поділив 1-ше місце на низці міжнародних турнірів, зокрема в таких містах, як: Реклінггаузен (2000, разом з Ромуальдом Майнкою i Феліксом Левіним), Ессен (2001, турнір B, разом з Ральфом Аппелем), Реклінггаузен (2002), Цюрих (2002, разом з Янніком Пеллетьє i Володимиром Бурмакіним), Саутгемптон (2003, турнір B), Страттон Маунтін (2004, разом з Олександром Шабаловим), Лозанна (2005, разом з Тиграном Петросяном i Намігом Гулієвим), Франкфурт-на-Майні (2006), Марсель (2006, разом з Еріком Пріє), Нюрнберг (2006, разом з Олександром Графом i Йонні Гектором). 2008 року здобув у Бад-Верісгофені звання чемпіона Німеччини в особистому заліку, а також вперше представляв уже нову країну на олімпіаді в Дрездені. У 2009 році поділив 1-ше місце (разом з Михайлом Красенковим, Стюартом Хаслінгером i Предрагом Ніколічем) на турнірі GfK Open у Гілверсумі. 2012 року вдруге здобув звання чемпіона Німеччини.
Неодноразово представляв Латвію i Німеччину на командних змаганнях, зокрема,:
- п'ять разів на шахових олімпіадах (1996, 2004, 2006, 2008, 2012); дворазовий медаліст: в особистому заліку — двічі бронзовий (2008 — на 4-й шахівниці, 2012 — на 4-й шахівниці)[6],
- на командному чемпіонаті світу (2013); медаліст: в особистому заліку — золотий (2013 — на 3-й шахівниці)[7],
- чотири рази на командних чемпіонатах Європи (1997, 2009, 2011, 2013); дворазовий медаліст: разом з командою — золотий (2011) а також в особистому заліку — срібний (2009 — на 3-й шахівниці)[8],
- на BŁĄD; медаліст: разом з командою — срібний (2013)[9].

Найвищий рейтинг Ело дотепер мав станом на 1 жовтня 2012 року, досягнувши 2670 посідав тоді 81-ше місце в світовій класифікації ФІДЕj, водночас посідав 2-ге місце (позаду Аркадія Найдіча) серед німецьких шахістів.

## Особисте життя
Одружений з Ганною Затонських, провідною американською (колишньою українською) шахісткою.

## Зміни рейтингу
| На цьому місці має відображатися графік чи діаграма, однак з технічних причин його відображення наразі вимкнено. Будь ласка, не видаляйте код, який викликає це повідомлення. Розробники вже працюють для того, щоби відновити штатне функціонування цього графіка або діаграми. | |
| | На цьому місці має відображатися графік чи діаграма, однак з технічних причин його відображення наразі вимкнено. Будь ласка, не видаляйте код, який викликає це повідомлення. Розробники вже працюють для того, щоби відновити штатне функціонування цього графіка або діаграми. |